# إدوين بي. هارت
إدوين بي. هارت (بالإنجليزية: Edwin B. Hart)‏ هو عالم كيمياء حيوية أمريكي، ولد في 1874، وتوفي في 1953.